# Alleanza Massonica Europea
L'Alleanza Massonica Europea (abbreviata AME o EMA in lingua inglese), è una associazione di obbedienze e ordini massonici nazionali spontaneamente riuniti al fine di promuovere il diritto per la massoneria di potersi rapportare direttamente con le istituzioni europee. È partner della Commissione europea nel quadro del dialogo con le organizzazioni filosofiche adogmatiche e non confessionali e ha sede a Bruxelles, in Belgio.

## Obiettivi
L'AME nasce con l'obbiettivo di fare in modo che la massoneria venga riconosciuta universalmente come parte del patrimonio tradizionale dell'umanità e in quanto tale di potersi esprimere verso le istituzioni sovranazionali di ambito europeo con la dignità che le spetta. Nei contenuti, i valori che promuove sono quelli della tradizione iniziatica ma anch'essi intesi su un piano internazionale, quali la più ampia libertà di coscienza possibile, uguaglianza tra gli individui e le nazioni come sancito dalla Carta dei diritti fondamentali dell'uomo e dallo Statuto dell'Unione europea, fratellanza fra i popoli.
Unendosi in un'unica associazione, l'intento è anche quello di veicolare oltre i confini geografici dei singoli Paesi e relative barriere linguistiche le istanze discriminatorie che la massoneria vive nei territori nazionali, quindi facilitare lo scambio di informazioni sulla situazione delle Obbedienze massoniche ma anche sui fatti di attualità a cui i media danno scarso risalto.
Un'altra azione che intende portare avanti è la compensazione dei diversi gradi di laicità tra i vari Paesi europei. Ritiene, infatti, che al fine di potersi definire una vera unione, quella europea abbia bisogno di lavorare sulle sue basi culturali e antropologiche e non solo monetarie.
Tra le obbedienze e ordini italiani aderiscono all'AME l'ordine Le Droit Humain e la Gran Loggia d'Italia degli ALAM.